# LG인화원
LG인화원은 LG그룹의 인재 육성을 위해 1988년 12월 개원한 LG그룹 산하 교육원이다.
LG그룹의 경영 이념인 인화단결을 실현할 요람이라는 뜻에서 인화원으로 이름이 정해졌다. 위치는 경기도 이천시 마장면이다.

## 연혁
- 1988년 12월 인화원 개원
- 2013년 1월 리모델링 완공

## 같이 보기
- LG그룹